# Cable Francés
El Cable Francés es un antiguo cargadero de mineral situado en la ciudad española de Almería. Fue construido en los años 1920, cerca de la playa de San Miguel. Su misión era la de cargar el mineral de hierro procedente de las minas de Alquife. A diferencia del Cable Inglés, del que dista unos 650 metros, su estructura es de hormigón. Se introduce aproximadamente 313 metros en el mar, divididos en una primera sección de 123 metros construida en 1918, una segunda de 105 metros del mismo año, y una adición de 85 metros en 1975. Su anchura varía entre los 9 y los 12 metros. Durante la Guerra civil española se construyó bajo las instalaciones industriales aledañas un refugio con capacidad para 442 personas, que se dio por finalizado el 2 de marzo de 1938. A finales de los años 1980 alcanzó su máxima productividad, cuando llegaban convoyes con hasta 2 000 toneladas de mineral de hierro.

## Accidentes
El día 31 de julio de 2007, un ferry que cubría la ruta entre Almería y Nador, llamado Wisteria, propiedad de la compañía Transmediterránea y que daba servicio a la operación Paso del Estrecho, colisionó con el cargadero durante las maniobras de entrada al puerto. Al parecer, el buque navegaba a una velocidad excepcionalmente alta, cuantificada en 17 kt. El navío sufrió daños de consideración, pero por encima de su línea de flotación. Los desperfectos sufridos por la estructura fueron cuantificados por valor de unos 120 000 €.

## Destino

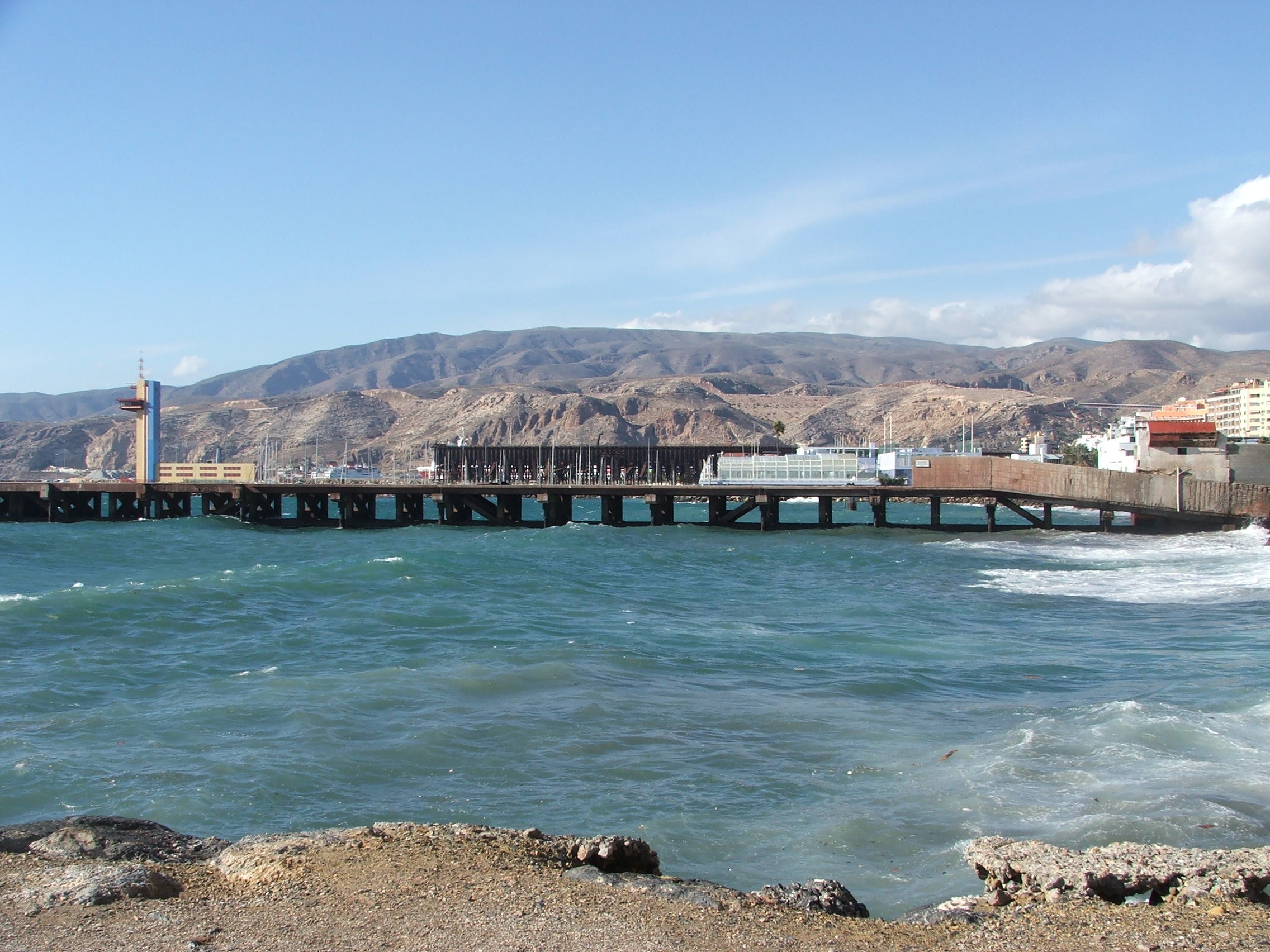
El Cable Francés en primer término. Detrás y más alto el Cable Inglés y el puerto.

Han existido proyectos en la ciudad para eliminarlo con la finalidad de ampliar el puerto deportivo, además de posibilitar la creación de una nueva playa de unos 12 300 m². Sin embargo, también existen proyectos para convertirlo en una ampliación del Paseo Marítimo Carmen de Burgos, siendo inspeccionada la estructura del cargadero tanto por encima como por debajo del nivel del mar para comprobar su buen estado y, tras certificarlo, continuar con el proyecto en mayo de 2017.